# نوربرت ناغي
نوربرت ناغي (بالمجرية: Nagy Norbi)‏ هو سائق سباق مجري، ولد في 22 ديسمبر 1994 في بودابست في المجر.

## وصلات خارجية
- نوربرت ناغي على موقع DriverDB.com (الإنجليزية)